# Варшавский городской совет
Варшавский городской совет (пол. Rada miasta Warszawy), официально — Совет столичного города Варшава (пол. Rada miasta stołecznego Warszawy) — представительный орган местного самоуправления, представляющий интересы населения Варшавы.

## Устройство
Совет состоит из 60 членов, избираемых на региональных выборах на пятилетний срок.
Депутаты избирают Председателя совета, его заместителей, а также постоянные и временные комиссии.

### Заседания совета
В среднем заседания совета проходят 2 раза в месяц, обычно каждые 2 недели. Было принято нумеровать сеансы последовательно в каденции римскими цифрами. Заседания открыты для публики, обычно проходят в зале «Варшава» на четвёртом этаже Дворца культуры и науки по четвергам с 10:00. Расписание сессий и принятая повестка дня публикуются в Интернете.
Раз в год, накануне годовщины начала Варшавского восстания, в Королевском замке созывается торжественное заседание совета, на котором предоставляется почётное гражданство Варшавы.
В течение нескольких лет заседания Варшавской Рады транслировались онлайн в Интернете.
На заседании совета депутаты принимают решения и позиции в соответствии с принятой повесткой дня. Нумерация резолюций включает номер сессии в данный срок полномочий, порядковый номер резолюции с начала этого срока полномочий и номера года, например XXXV/1044/2008.
Повестка дня заседания и проекты постановлений, принятые постановления, результаты голосований, а также запросы граждан и ответы на них доступны в Бюллетене общественной информации столичного города Варшавы.

### Комиссии и комитеты совета
Комитеты совета обычно собираются несколькох раз в месяц, чаще всего в помещениях 20-го этажа Варшавского дворца культуры и науки. Заседания комиссий открыты для граждан.
Комитеты дают заключения по проектам постановлений, принятых позже на заседаниях совета, а также занимаются другими вопросами, в соответствии с принятыми полномочиями.
Нынешние комитеты:
- Комитет по аудиту -  выдаёт заключение о финансовой деятельности города, вносит в совет предложения о предоставлении или отказе в освобождении от должности президента Варшавы, проводит проверки по заказу совета.

- Бюджетно-финансовый комитет - даёт заключения по проекту бюджета и отчёты о финансовой деятельности города, даёт заключения по проектам постановлений о налогах и сборах, предлагает сумму, на которую президент может нести обязательства, даёт заключения о порядке принятия бюджета.

- Комиссия по безопасности и общественному порядку - занимается вопросами общественного порядка и безопасности граждан, защитой от чрезвычайных ситуаций.

- Комиссия по образованию и вопросам  семьи - занимается вопросами образования и семейной политики.

- Комитет по этике - рассматривает дела депутатов Совета, обвиняемых в нарушении этических принципов или в поведении, несовместимом с достоинством депутата совета.

- Инвентаризационная комиссия - занимается инвентаризацией имущества Варшавы.

- Комиссия по культуре - занимается вопросами культуры, даёт заключения по проектам резолюций о гербах районов, названий улиц и площадей, а также установкой памятников.

- Комиссия по пространственному порядку - занимается вопросами архитектуры и застройки города.

- Комиссия по охране окружающей среды - занимается охраной окружающей среды и природы.

- Комиссия по социальной политике и борьбе с патологией - занимается социальной политикой, в том числе центрами социальной защиты и учреждениями по уходу, программой «Варшава без барьеров», даёт заключения по проектам постановлений совета относительно размещения точек продажи алкогольных напитков.

- Комиссия по вопросам инфраструктуры и инвестиций - занимается дорожной инфраструктурой (дороги, улицы, мосты, площади), общественным транспортом и организацией дорожного движения, технической инфраструктурой и коммунальным хозяйством, муниципальным жилищным строительством и муниципальными кладбищами.

- Комиссия по политике экономического развития - занимается содержанием объектов и оборудования коммунального хозяйства, административных помещений, рынков и торговых залов, даёт заключения по вопросам, связанным с приватизацией муниципального имущества, разрабатывает проекты положений о городском имуществе, экономических программ и постановлений о принятии над задачами государственного управления.

- Комиссия по местному самоуправлению и европейской интеграции - даёт заключения по проектам постановлений, касающихся сферы деятельности вспомогательных единиц - районов, правил передачи им имущества и бюджетных средств для выполнения задач, даёт заключения по проектам правил, касающихся городской системы, приложений на почётное гражданство, занимается европейской интеграцией и сотрудничеством с местными сообществами других стран, анализирует жалобы и ходатайства граждан, занимается сотрудничеством с неправительственными организациями.

- Комиссия по спорту - занимается физической культурой, зонами отдыха и спортивным инвентарём.

- Комитет по развитию туризма - занимается вопросами по повышению туризма в Варшаве.

- Комитет по уставу и правилам - готовит проекты законов Варшавы и законы районов, а также правила работы Комитета по этике.

- Комиссия по здравоохранению - занимается вопросами здравоохранения.

## Избирательные округа
| № | Кол-во мандатов | Районы, входящие в округ  |
| - | --------------- | ------------------------- |
| 1 | 7               | Средместье и Охота        |
| 2 | 7               | Прага-Полудне и Рембертув |
| 3 | 7               | Мокотув                   |
| 4 | 5               | Воля                      |
| 5 | 6               | Беляны и Жолибож          |
| 6 | 6               | Бялоленка и Прага-Пулноц  |
| 7 | 8               | Таргувек, Вавер и Весола  |
| 8 | 6               | Вилянув и Урсынув         |
| 9 | 8               | Бемово, Урсус и Влохи     |

## Результаты выборов

### IX созыв (2024-2029)
| Партия | Партия                 | Количество мандатов | Количество мандатов |
| ------ | ---------------------- | ------------------- | ------------------- |
|        | Гражданская коалиция   | 37                  |                     |
|        | Право и справедливость | 15                  |                     |
|        | Левые                  | 8                   |                     |
| Всего  | Всего                  | 60                  | 60                  |

### VIII созыв (2018-2024)[1]
| Партия | Партия                         | Количество мандатов | Количество мандатов |
| ------ | ------------------------------ | ------------------- | ------------------- |
|        | Гражданская коалиция           | 40                  |                     |
|        | Право и справедливость         | 18                  |                     |
|        | Независимые кандидаты          | 2                   |                     |
|        | Союз демократических левых сил | 1                   |                     |
| Всего  | Всего                          | 60                  | 60                  |

### VII созыв (2014-2018)[2]
| Партия | Партия                         | Количество мандатов | Количество мандатов |
| ------ | ------------------------------ | ------------------- | ------------------- |
|        | Гражданская платформа          | 33                  |                     |
|        | Право и справедливость         | 24                  |                     |
|        | Союз демократических левых сил | 2                   |                     |
|        | Независимые кандидаты          | 1                   |                     |
| Всего  | Всего                          | 60                  | 60                  |

### VI созыв (2010-2014)[3]
| Партия | Партия                         | Количество мандатов | Количество мандатов |
| ------ | ------------------------------ | ------------------- | ------------------- |
|        | Гражданская платформа          | 33                  |                     |
|        | Право и справедливость         | 17                  |                     |
|        | Союз демократических левых сил | 10                  |                     |
| Всего  | Всего                          | 60                  | 60                  |

### V созыв (2006-2010)[4]
| Партия | Партия                         | Количество мандатов | Количество мандатов |
| ------ | ------------------------------ | ------------------- | ------------------- |
|        | Гражданская платформа          | 27                  |                     |
|        | Право и справедливость         | 21                  |                     |
|        | Союз демократических левых сил | 9                   |                     |
|        | Независимые кандидаты          | 4                   |                     |
| Всего  | Всего                          | 60                  | 60                  |

### IV созыв (2002-2006)
| Партия | Партия                         | Количество мандатов | Количество мандатов |
| ------ | ------------------------------ | ------------------- | ------------------- |
|        | Право и справедливость         | 24                  |                     |
|        | Союз демократических левых сил | 20                  |                     |
|        | Гражданская платформа          | 8                   |                     |
|        | Лига польских семей            | 6                   |                     |
|        | Самооборона Республики Польша  | 1                   |                     |
|        | Независимые кандидаты          | 1                   |                     |
| Всего  | Всего                          | 60                  | 60                  |

### III созыв (1998-2002)
| Партия | Партия                           | Количество мандатов | Количество мандатов |
| ------ | -------------------------------- | ------------------- | ------------------- |
|        | Избирательная Акция Солидарность | 29                  |                     |
|        | Союз демократических левых сил   | 25                  |                     |
|        | Союз свободы                     | 13                  |                     |
|        | Патриотическое движение «Родина» | 1                   |                     |
| Всего  | Всего                            | 68                  | 68                  |